# Prvenstvo NPS Pula – Centar Labin 1966./67.
Prvenstvo Nogometnog podsaveza Pula – Centar Labin, također i kao Prvenstvo Nogometnog podsaveza Pula – grupa Labin, Općinsko nogometno prvenstvo Labin i sl., za sezonu 1966./67. 
 
Sudjelovalo je  ukupno 9 klubova, a prvak je bio klub "Budućnost" iz Kapelice. 

## Ljestvica
| mj. | klub                | ut.                         | pob                         | ner                         | por                         | gol+                        | gol-                        | bod                         |
| --- | ------------------- | --------------------------- | --------------------------- | --------------------------- | --------------------------- | --------------------------- | --------------------------- | --------------------------- |
| 1.  | Budućnost Kapelica  | 12                          | 7                           | 3                           | 2                           | 32                          | 17                          | 17                          |
| 2.  | Rabac               | 12                          | 5                           | 5                           | 2                           | 32                          | 21                          | 15                          |
| 3.  | Iskra Vinež         | 12                          | 3                           | 8                           | 1                           | 22                          | 17                          | 14                          |
| 4.  | Polet Snašići       | 12                          | 4                           | 3                           | 5                           | 29                          | 22                          | 11                          |
| 5.  | Partizan Labin      | 12                          | 3                           | 4                           | 5                           | 23                          | 27                          | 10                          |
| 6.  | Jedinstvo Nedešćina | 12                          | 3                           | 3                           | 6                           | 21                          | 42                          | 9                           |
| 7.  | Radnik Labin        | 12                          | 2                           | 4                           | 6                           | 24                          | 28                          | 8                           |
|     | Rudar juniori Labin | igrali van konkurencije     | igrali van konkurencije     | igrali van konkurencije     | igrali van konkurencije     | igrali van konkurencije     | igrali van konkurencije     | igrali van konkurencije     |
|     | Omladinac Labin     | odustali u jesenskom dijelu | odustali u jesenskom dijelu | odustali u jesenskom dijelu | odustali u jesenskom dijelu | odustali u jesenskom dijelu | odustali u jesenskom dijelu | odustali u jesenskom dijelu |

- "Rudar juniori" Labin naveden i kao "Rudar II"

## Rezultatska križaljka
| kratica | klub                | BUD | ISK | JED | PAR | POL | RAB | RAD | RUDJ | OML |
| --- | ------------------- | --- | --- | --- | --- | --- | --- | --- | ---- | --- |
| BUD | Budućnost Kapelica  |     |     |     |     |     |     |     |      |     |
| ISK | Iskra Vinež         |     |     |     |     |     |     |     |      |     |
| JED | Jedinstvo Nedešćina |     |     |     |     |     |     |     |      |     |
| PAR | Partizan Labin      |     |     |     |     |     |     |     |      |     |
| POL | Polet Snašići       |     |     |     |     |     |     |     |      |     |
| RAB | Rabac               |     |     |     |     |     |     |     |      |     |
| RAD | Radnik Labin        |     |     |     |     |     |     |     |      |     |
| RUDJ | Rudar juniori Labin |     |     |     |     |     |     |     |      |     |
| OML | Omladinac Labin     |     |     |     |     |     |     |     |      |     |
| |                     |     |     |     |     |     |     |     |      |     |
| podebljan rezultat - utakmice od 1. do 9. kola (1. utakmica između klubova) rezultat normalne debljine - utakmice od 10. do 18. kola (2. utakmica između klubova) rezultat nakošen - nije vidljiv redoslijed odigravanja međusobnih utakmica iz dostupnih izvora rezultat smanjen * - iz dostupnih izvora nije uočljiv domaćin susreta prekrižen rezultat - poništena ili brisana utakmica p - utakmica prekinuta 3:0 p.f. / 0:3 p.f. - rezultat 3:0 bez borbe |                     |     |     |     |     |     |     |     |      |     |